# Alguna copla de los enemigos
Alguna copla de los enemigos es  el séptimo disco (primero recopilatorio) de la banda española de rock Los Enemigos.
El disco fue publicado por la discográfica GASA en 1995 cuando la banda ya había abandonado la misma para fichar por la multinacional RCA. GASA aprovechó para crear un recopilatorio en el que además se incluyeron la canción inédita  “Cuestión de pelotas”, descarte de su trabajo anterior La Cuenta Atrás, y “Mosquitos blitz”, rescatada del disco homenaje a Ignacio Gasca El chico más pálido de la playa de Gros.

## Lista de canciones
1. Florinda - (02:17)
2. Dono mi cuerpo - (01:50)
3. Complejo - (03:31)
4. Un tío cabal - (03:37)
5. Yo, el rey (acústica) - (04:58)
6. John Wayne - (03:51)
7. Boquerón - (04:24)
8. Desde el jergón - (03:34)
9. Septiembre - (03:28)
10. Miedo - (03:31)
11. Nadie me quiere - (03:53)
12. La cuenta atrás - (04:20)
13. Brindis - (03:00)
14. Quillo (he vuelto a nacer) - (02:42)
15. El lado sano (de mi cabeza) - (02:54)
16. A la hera - (03:49)
17. Cuestión de pelotas - (03:32)
18. Mosquitos blitz - (03:35)